# Марія Куліковська
Марія Куліковська – мультимедійна/гібридна художниця, архітекторка, перформерка-акціоністка, дослідниця, лекторка та кураторка.

## Життєпис
Народилася (1988) в Керчі, АР Крим, Україна. Після окупації півострову Крим російською федерацією весною 2014 року, художниця більше не поверталася до рідного міста. До початку повномаштабного вторгнення росії в Україну (24 лютого 2022) жила в Києві та Стокгольмі у вигнанні, наразі немає постійного місця проживання через війну.
Марія закінчила магістратуру Національної Академії Образотворчого Мистецтва і Архітектури (2007-2013) з архітектури будівель і споруд у Києві (Україна), а також другу магістерську програму з образотворчого мистецтва (2018-2020) у провідному художньому університеті Європи – Konsfack University у Стокгольмі, Швеція. Працювала у Китаї та Швейцарії як архітекторка, пізніше повернулась до мистецтва з роботою у скульптурі, а потім у перформансі, була відмічена міжнародно. У 2010 та 2012 (відповідно) художниця створила одни зі своїх найважливіших та найвпливовіших арт-проектів – «Армія Клонів» та «Homo Bulla – людина як мильна бульбашка». Але у 2014 окупаційні сили так званої «ДНР» знищили дані скульптурні проєкти, які експонувалися на території донецького арт-центру «Ізоляція», а Марію оголосили «дегенеративною художницею» через її небінарне мистецтво, квірність та політичні акції, перформанси, скульптури. А після несанкціонованої акції «254» на сходах Ермітажу в Ст.Петербузі під час відкриття міжнародного фестивалю політичного мистецтва Manifesta'10 Марію оголосили забороненою художницею в росії.
Політична реальність в Україні змусила Куліковську шукати солідарності в Європі, де художниця зустрілася (завдяки українсько-шведському художньому обміну Ruta-Runa) зі шведсько-асирійською художницею J-G. Sh., з якою вона пізніше уклала одностатевий шлюб-як-перформанс «Тіло і Межі» (2014-2017), актуалізуючи тему свободи жіночого тіла, вибору, квірності та тілесності, кордонів, інституту влади і суспільства. Протягом 2014-2022 Марія Куліковська організувала та виконала десятки соціально-політичних перформансів та акцій, взяла участь у багатьох виставках та івентах авторитетних культурних інституцій у різних країнах світу, була номінована та нагороджена низкою нагород, стипендій та художніх резиденцій. З 2015 року вона заснувала міжнародний мистецький колектив та відкриту феміністичну платформу «Квіти Демократії», a у 2017 разом з кураторкою та досліднецею Лесею Кульчинською й спів-автором Улегом Вінніченко – Школу Політичного Перформансу – художній рух вільного мистецтва.
Починаючи з кінця 2016 року (офіційна дата заснування MKUV. studio – 8 березня 2017) з художницею розробляє, співпрацює та товаришує їй в усіх перформативно-скульптурних проектах її чоловік, соратник та спів-автор – архітектор, інженер, розробник інноваційних матеріалів та конструкцій, екоактивіст, продюсер-антрепренер Улег Вінніченко (1978 р.н., м. ЧЗ, Полтавської області). Після початку повномаштабної війни росії в Україні Улег та Марія вимушені жити та працювати окремо, сподіваючись на швидке повернення до Києва.
Наприкінці грудня 2019 - початку 2020 року Марія Куліковська та Улег Вінніченко заснували і очолили міжнародний небінарний арт-простір ГАРАЖ33. Галерея-Сховище для сучасного мистецтва і художників з «конфлікту?». Вони разом стали співархітекторами галереї, обов'язки артдиректорки та співкураторки якої виконує Марія Куліковська, а Улег Вінніченко в свою чергу є генеральним директором, продюсером та інженером простору.

## Навчання
Магістр Образотворчих Мистецтв
Констфак Університет
2018–2020 / Стокгольм, Швеція
Пост-дипломний Курс «Модерністська спадщина і конструкції білизни та шведськості»
Королівський Інститут Образотворчих Мистецтв
2016–2017 / Стокгольм, Швеція
Літній курс з політології
Аугсбурзький університет
2016 / Аугсбург, Німеччина
Літній курс «Міське та сучасне мистецтво»
Goethe Institute та CSM
2015 / Київ-Кельн, Україна-Німеччина
Магістр, викладач та науковий співробітник з Архітектури та Образотворчого Мистецтва
Національна академія образотворчого мистецтва та архітектури
2013 / Київ, Україна
Бакалавр Архітектури будівель та споруд
Національна академія образотворчого мистецтва та архітектури
2007–2013 / Київ, Україна
Молодший Спеціаліст з Архітектури та Дизайну
Київський коледж будівництва, дизайну та архітектури
2003–2007 / Київ, Україна

## Персональні виставки та перформанси
2021
Люстрація No6, на міжнародній програмі з перформансу на Supermarket, Стокгольм, Швеція.
Зоряний Пил No2, Кримський саміт (організатори: Український Інститут, Міністерство міжнародних відносин, Кримська платформа), Київ, Україна.
2020
Від акції до перформативної скульптури: Марія Куліковська, Щербенко Арт Центр, Київ, Україна.
президент Криму, MinT Art Center, Стокгольм, Швеція.
президент Криму, Констфак, Стокгольм, Швеція.
2019
Квіти, Щербенко Арт Центр, Київ, Україна. (спільно з Александрою Ларссон-Якобсон).
Моя шкіра – моє діло, Одеський художній музей, Одеса, Україна.
Дозвольте сказати: це не забуто, HAU, Берлін, Німеччина.
Пліт Крим, Artivist Lab, Прага, Чехія.
2018
Люстрація No3, парк Ebenbockhouse, Мюнхен, Німеччина.
Пліт Крим, Вища школа медіа та дизайну, Відень, Австрія.
Пліт Крим, в публічному просторі перед Ересуннським мостом, Мальме, Швеція.
Рухи Свободи, Port Creative Hub, Київ, Україна.
Люстрація No1, Мистецький Арсенал, Київ, Україна.
2017
Пліт Крим, Invogue Art, в рамках Одеської бієнале сучасного мистецтва, Одеса, Україна.
Ідентичність, Spinneriet gallery, Мальме, Швеція.
Складки, Port Creative Hub, Київ, Україна.
2016
Пліт Крим / Карти долі, Центр Візуальної Культури, Київ, Україна.
Пліт Крим, початок багатократного перформансу, р. Дніпро, Київ, Україна.
9 травня, Art Represented, Лондон, Велика Британія.
Квіти Демократії, Національна Галерея, Лондон, Велика Британія.
Квіти Демократії, Tate Modern, Лондон, Велика Британія.
Квіти Демократії, Парламент Великої Британії, Лондон, Велика Британія.
Квіти Демократії, Трафальгарська площа, Лондон, Велика Британія.
Поцілуй мене, Мистецький Арсенал, Київ, Україна.
Квіти Демократії, поблизу кінотеатру “Жовтень”, Київ, Україна.
Квіти Демократії, поблизу торгового центру “Пасаж”, Київ, Україна.
Квіти Демократії, поблизу Київської міської ради, Київ, Україна.
2015
З Днем Народження, галерея Саатчі, Лондон, Велика Британія.
Білий, Москва, Росія.
Тіло та межі No2: серце собаки, Gallery Verkligheten, Умео, Швеція.
2012
Солодке / Швейцарське життя, AKKU künstler atelier, Устер, Швейцарія.
2011
Конкурсна виставка МУХі 2011, Щербенко Арт Центр, Київ, Україна.
Колективні мрії, Інститут проблем сучасного мистецтва НАМ України, Київ, Україна.
2006
Перша персональна виставка, центр товариства “Просвіта”, Київ, Україна.